# Вочанг (Њу Џерзи)
Вочанг (енгл. Watchung) град је у америчкој савезној држави Њу Џерзи.

## Демографија
По попису из 2010. године број становника је 5.801, што је 188 (3,3%) становника више него 2000. године.
| Група             | 2000.         | 2010.         |
| Белци             | 4.615 (82,2%) | 4.427 (76,3%) |
| Афроамериканци    | 189 (3,4%)    | 200 (3,4%)    |
| Азијати           | 553 (9,9%)    | 736 (12,7%)   |
| Хиспаноамериканци | 168 (3,0%)    | 307 (5,3%)    |
| Укупно            | 5.613         | 5.801         |